# Gridlock'd (banda sonora)
Gridlock'd es la banda sonora oficial de la película Gridlock'd, lanzada el 28 de enero de 1997 por Interscope Records y Death Row Records. El álbum vendió 150.500 copias en su primera semana y se ubicó en el primer puesto de la lista Billboard 200. 
La canción "Off The Hook" fue originalmente grabada para el álbum debut de LBC Crew Haven't You Heard? (We Givin' Something Bacc To The Street). El álbum tuvo dos sencillos en las listas. "Lady Heroin" originalmente pertenecía al álbum no liberado Street Scholars de Sam Sneed, e "It's Over Now" de Danny Boy alcanzó el 46.º puesto en la lista Hot R&B/Hip-Hop Singles & Tracks. "Wanted Dead or Alive" llegó hasta el 16º puesto en el Reino Unido y fue acompañado por un video musical en el que aparece solamente Snoop Dogg, debido a la muerte de 2Pac.

## Lista de canciones
1. "Wanted Dead or Alive" - 2Pac/Snoop Doggy Dogg
2. "Sho Shot" - The Lady Of Rage
3. "It's Over Now" - Danny Boy
4. "Don't Try To Play Me Homey" - Dat Nigga Daz
5. "Never Had A Friend Like Me" - 2Pac
6. "Why" - Nate Dogg
7. "Out The Moon" (Boom, Boom, Boom) - Snoop Doggy Dogg/Soopafly/Hershey Loc/Tray Deee/2Pac
8. "I Can't Get Enough" - Danny Boy
9. "Tonight It's On" - Bgoti
10. "Off The Hook" - Snoop Doggy Dogg/Charlie Wilson/Val Young/James DeBarge
11. "Lady Heroin" - J-Flexx
12. "Will I Rize" - Storm
13. "Body And Soul" - O.F.T.B./Jewell
14. "Life Is A Traffic Jam" - Eight Mile Road - 2Pac
15. "Deliberation" - Cody Chesnutt

## Posiciones en lista
| Año  | Álbum                       | Posiciones en lista | Posiciones en lista |
| Año  | Álbum                       | Billboard 200       | R&B Albums          |
| ---- | --------------------------- | ------------------- | ------------------- |
| 1997 | "Gridlock'd (banda sonora)" | 1                   | 1                   |